# Hi Records
Hi Records (ook wel Hi genoemd, een afkorting van Hit Instrumentals) was een platenlabel, dat in 1957 te Memphis werd opgericht en in de jaren zestig en zeventig verschillende hitsingles en -albums uitgaf. Het label beschikte over een eigen band, de Hi Rhythm Section en een muziekstudio, de Royal Recording Studios ofwel de Hi Recording Studio, gevestigd in een oud filmtheater. In de eerste jaren na oprichting legde Hi Records zich toe op de uitgaven van rockabilly-artiesten, maar in de jaren zeventig werd onder leiding van mede-eigenaar en muziekproducent Willie Mitchell voornamelijk soulmuziek uitgegeven. Allmusic-schrijver Richie Unterberger beschreef Hi Records in 1999 als het enige soullabel uit Memphis dat Stax Records in de jaren zeventig in kwaliteit en invloed benaderde.

## Geschiedenis
Het label werd opgericht door acht mensen: zanger Ray Harris, Joe Cuoghi (eigenaar van platenzaak Poplar Tunes), Nick Pesce (diens advocaat), Sam Esgro, Bill Brown, Jim Clarington en twee muziekproducenten van Sun Records: Bill Cantrell en Quinton Claunch. In 1957 hadden Harris, Cantrell en Claunch met Carl McVoy een vertolking van het liedje "You Are My Sunshine" als demo opgenomen. Ze beschikten niet over genoeg geld om deze als single uit te brengen en benaderden daarom Cuoghi, die met enkele anderen vijfmaal driehonderd Amerikaanse dollar inlegde en zo Hi Records financierde. Harris bracht zelf drie of drieënhalve dollar in. Elk van de acht oprichters kreeg dertig van de in totaal 240 aandelen.
De in Nashville opnieuw opgenomen McVoy-single "You Are My Sunshine" met op de B-kant "Tootsie" (serienummer: HI 2001) uit 1958 was de eerste uitgave van Hi Records. Hoewel McVoy het liedje in The Dick Clark Show opvoerde, werd de single geen succes. De rechten werden voor 2.600 dollar verkocht aan Sam Phillips, oprichter van Sun Records, die deze later uitbracht op zijn label Phillips International Records. Cuoghi en zijn partners kochten van dit geld een oude bioscoop en richtten daar een studio in, de Hi Recording Studio (ook wel de Royal Recording Studios genoemd).
In 1958 en 1959 gaf Hi Records zestien singles uit, die stuk voor stuk flopten. Harris kreeg hierdoor te maken met geldproblemen, maar had het geluk in die periode een overeenkomst te sluiten met contrabassist en bandleider Bill Black, die vervolgens met het Bill Black Combo zanger Jay B. Lloyd begeleidde op diens single "I'm So Lonely" met op de B-kant "I'll Be Alright". London Records verzorgde sindsdien (tot 1977) de distributie voor Hi Records. Het liedje "Smokie, Part 2" van het Bill Black Combo werd als achttiende single uitgebracht en was een succes. Het bereikte de twintigste plaats in de Amerikaanse hitlijst en leverde Hi Records zoveel geld op dat het in december 1959 hun eerste album uitgaf, getiteld Smokie.
De jazztrompettist Willie Mitchell tekende in 1963 bij Hi Records. Gedurende de jaren zestig werd zijn werk uitgegeven door het label en nadat hij Harris' aandelen gekocht had, nam hij het voorzitterschap over. Na enkele countrysingles (waaronder een vertolking van het Fats Domino-liedje "My Girl Josephine" door Jerry Jaye in 1967) richtte het label zich onder Mitchells leiding op de soul. Al Green, die in 1968 op het onbekende Hot Line Music Journal debuteerde met het album Back Up Train, werd ontdekt door Mitchell en liet van 1969 tot 1977 zijn platen door Hi Records uitgeven. Green oogstte zeer veel succes in de jaren zeventig, met onder andere de single "Let's Stay Together" (1972) en zijn meesterwerk Call Me (1973). Andere succesvolle artiesten bij Hi Records waren Ann Peebles, Syl Johnson en Otis Clay.
In 1977 werd Hi Records verkocht aan Adalah Bennett Shaw, die gelijktijdig het beroemde Stax Records overnam. Het label werd vervolgens ondergebracht bij het door haar vader, Alvin Bennett, opgerichte Cream Records. De muziek werd voor korte tijd opgenomen in een studio te Los Angeles en Mitchell verliet het label in 1979. Na het overlijden van Bennett in 1989 nam Shaw de leiding over en sindsdien richt het label zich op heruitgaven en compilatiealbums. In 2000 werd voor het eerst sinds de overname weer nieuw werk door Hi Records uitgegeven.

## Uitgaven
- Lijst van uitgaven van Hi Records